# Santiuste (Soria)
Santiuste es una localidad española de la provincia de Soria, partido judicial de Burgo de Osma (comunidad autónoma de Castilla y León). Pertenece al municipio de Burgo de Osma-Ciudad de Osma.

## Demografía

Término municipal de El Burgo de Osma.

En el año 1981 contaba con 38 habitantes, concentrados en el núcleo principal, pasando a 13 en 2009.
Y a 6 habitantes en el 2013

## Historia
En el censo de 1779, ordenado por el conde de Floridablanca,  figuraba como villa eximida en la Intendencia de Soria, conocida entonces como Villa Real de Santiuste, con jurisdicción de realengo y bajo la autoridad del alcalde ordinario. Contaba con 102 habitantes.
A la caída del Antiguo Régimen la localidad se constituye en municipio constitucional en la región de Castilla la Vieja que en el censo de 1842 contaba con 22 hogares y 90 vecinos, para posteriormente integrarse en Torralba del Burgo.
En la actualidad a enero de 2013, la población fija es de tan solo 4 familias con un total de 6 habitantes y una de ellas incorporada como vecino en agosto de 2011